# キャラバン (デューク・エリントンとファン・ティゾールの曲)
『キャラバン』（Caravan）は、ジャズの楽曲。デューク・エリントン（Duke Ellington）と、エリントン楽団のトロンボーン奏者ファン・ティゾールが作曲した。1936年に初演され、その後アーヴィング・ミルズによって歌詞がつけられた。非西洋の音階を取り入れたメロディと、4ビートに準拠しない激しいリズムが特徴で、アフロ・キューバン・ジャズの代表曲とされる。
エリントン自身お気に入りの曲で、何度も再録音している。1962年には、チャールズ・ミンガスやマックス・ローチとの共演盤『マネー・ジャングル』でも取り上げた。また、ジャズ以外の分野でもスタンダード・ナンバーとなっている。吹奏楽でもしばしば演奏される曲で、コンピレーション・アルバム『ベスト・ニュー・サウンズ・イン・ブラス100』にも選ばれた。

## カヴァー・ヴァージョン

### ジャズ
アーティスト名（ファミリー・ネーム）50音順。収録アルバムも記載
- チェット・アトキンス&レス・ポール - 『Chester And Lester』
- 上原ひろみ - 『ビヨンド・スタンダード』
- 小曽根真 - 『Reborn』
- 大西順子 - 『Cruisin'』『Self Portrait』
- ディジー・ガレスピー - 『The Champ』『Manteca』
- ナット・キング・コール - 『After Midnight』
- ボビー・ダーリン - 『This Is Darlin』
- 熱帯JAZZ楽団 - 『熱帯JAZZ楽団II ~September~』
- エディ・ヒギンズ - 『If Dreams Come True』
- アート・ブレイキー&ザ・ジャズ・メッセンジャーズ - 『Caravan』
- アート・ペッパー - 『Not A Through Street』
- PONTA BOX - 『PONTA BOX meets YOSHIDA MINAKO』
- 松永貴志 - 『Takashi』
- ウィントン・マルサリス - 『Standard Time Vol.1』
- マンハッタン・ジャズ・クインテット - 『Caravan』
- セロニアス・モンク - 『Thelonius Monk Plays Duke Ellington』
- ウェス・モンゴメリー - 『Movin' Wes』

### 他ジャンル
- モーリス・アンドレ - 『The Best Of Maurice André』
- ブライアン・セッツァー・オーケストラ - 『Vavoom!』
- 東京スカパラダイスオーケストラ - 『BEST (1989-1997)』※デビューアルバムには"スキャラバン"という表記に改められている
- ドクター・ジョン - 『Duke Elegant』
- ザ・ベンチャーズ - 『Walk Don't Run』『Bobby Vee Meets The Ventures』『Caravan(日本編集アルバム)』その他多数収録
- スカタライツ - 『Play Ska』(wise man)
- 細野晴臣 - 『omni Sight Seeing』
- Tina - 『Respeto～Tina's cover album～』
- シカゴ - 『ナイト・アンド・デイ〜ビッグ・バンド』

### 映画
- ショコラ

- セッション
- オーシャンズ11